# Blaker
Blaker är en tätort i Lillestrøms kommun i Akershus fylke i sydöstra Norge. Tätorten hade 480 i invånarantal den 1 januari 2022. Tätorten har en kyrka som byggdes år 1881.
Orten utgjorde tidigare centralort i dåvarande Blakers kommun i Akershus fylke.